# منظمة الهجرة الدولية
المنظمة الدوليّة للهجرة (IOM) هي منظمة بين-حكوميّة تمّ تأسيسُها في العام 1951، وهي مُلتزمة بمبدأ أنّ الهجرة الإنسانيّة والمُنَظّمة هي هجرةٌ مُفيدةٌ للجميع، للمُهاجرين والمُجتمعات على حدّ سواء. أمّا على مُستوى العالم، فإنّ لدى المُنظمة الدولية للهجرة (IOM) عددٌ من الدّول الأعضاء وقدره 151 دولة، ذلك فضلًا عن أنّ لديها ما يزيدُ عن 7800 موظّف يعملون في أكثر من 2300 مشروع، في 470 موقع ميداني. وتُقدّر نفقاتُ المنظمة الدوليّة للهجرة (IOM) بقرابة 1.2 مليار دولار أميركيّ.
إنّ المُنظمة الدوليّة للهجرة (IOM) مُكرَّسةٌ للتشجيع على الهجرة الإنسانيّة والمُنظّمة بما يخدم مصالح الجميع. وتقوم المُنظمة الدولية للهجرة بتحقيق ذلك من خلال تقديم الخدمات والمشورة للحكومات والمُهاجرين على حدّ سواء.
كذا وتعملُ المنظّمة الدوليّة للهجرة (IOM) للمُساعدة على ضمان الإدارة الإنسانيّة والمُنظّمة للهجرة وضمان إيجاد تعاون دوليّ فيما يخصّ قضايا الهجرة وكذلك للمُساعدة في البحث عن الحلول العمليّة لمشاكل الهجرة ولإيجاد وتقديم المُساعدات الإنسانيّة للمُهاجرين الذين هم في حاجة، سواءً كانوا لاجئين أو أشخاص نازحين أو غير ذلك من الأشخاص المُهَجَّرين. كما ويعترفُ دستور المنظمة الدولية للهجرة (IOM) اعترافًا صريحًا بالعلاقة بين الهجرة والتنمية الثقافيّة والاجتماعيّة والاقتصاديّة، بالإضافة إلى حق الأشخاص بحريّة بالتنقّل.
إنّ المنظمة الدوليّة للهجرة (IOM) تعمل في المجالات الواسعة الأربع لإدارة الهجرة وهي: الهجرة والتّنمية؛ وتيسير الهجرة؛ وتنظيم الهجرة؛ ومُعالجة الهجرة القسريّة. وتتضمّن الأنشطة الجامعة لعدّة قطاعات ومجالات كُلًّا من تعزيز القانون الدولي للهجرة ومُناقشة السّياسات والتوجيهات وحماية حقوق المُهاجرين، بالإضافة إلى صحّة الهجرة والبعد الخاصّ بالنّوع الاجتماعيّ. وتعملُ المنظمة الدوليّة للهجرة (IOM) على نحوٍ وثيقٍ مع الشّركاء، من أطراف حكوميّة وغير حكوميّة وبين-حكوميّة، فيما يتعلّق بهذه المجالات.
أمّا بالنّسبة لمكتب المُنظمة الدولية للهجرة (IOM) في القاهرة، فقد تمّ تأسيسُه في العام 1991، بغرض مُساعدة مواطني البُلدان الأخرى المُهجّرين بسبب حرب الخليج عندها. أمّا اليوم فتستضيف القاهرة أيضًا المكتبَ الإقليميّ للمنظمة الدوليّة للهجرة (IOM)، والذي يقوم بتغطية الأنشطة التي يتم إجراؤها في كلّ من الجزائر والبحرين ومصر والعراق والأردن والكويت ولبنان وليبيا والمغرب وسلطنة عمان وقطر والمملكة العربية السعودية والسودان وسوريا وتونس والإمارات العربيّة المتّحدة واليمن. ويقوم المكتبُ الإقليميّ للمنظّمة بتوفير الدعم السياساتيّ والتقنيّ والإداريّ من خلال موظّفين يعملون في 13 بلد من بلدان المنطقة.

## وصلات خارجية
- الموقع الرسمي